# کارن واین فونستاد
کارن واین فونستاد (انگلیسی: Karen Wynn Fonstad؛ ۱۸ آوریل ۱۹۴۵ – ۱۱ مارس ۲۰۰۵) یک نویسنده اهل ایالات متحده آمریکا بود.